# Cub snub

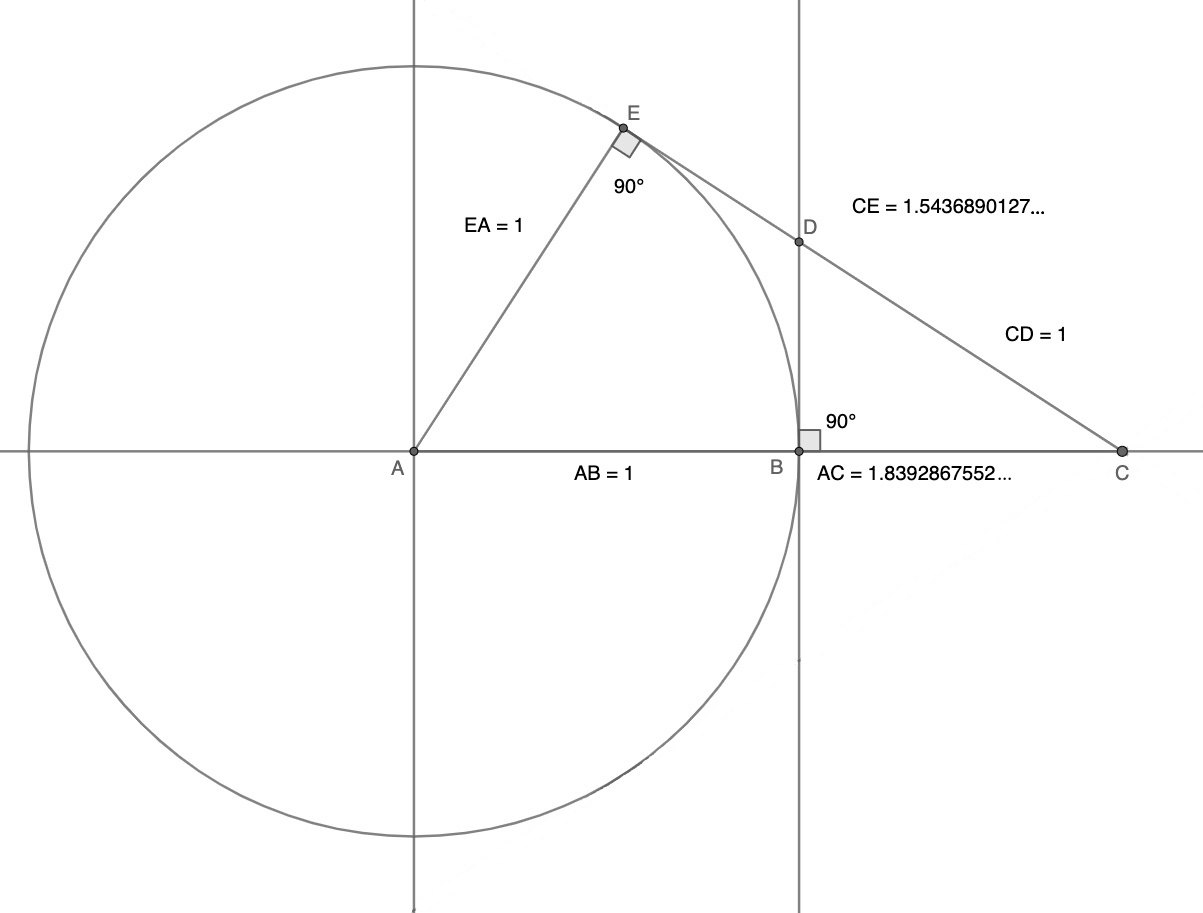
O construcție geometrică a constantei tribonacci (AC), cu rigla și compasul, după metoda descrisă de Xerardo Neira

În geometrie cubul snub este un poliedru arhimedic. Are 38 de fețe, din care 8+24 triunghiulare și 6 pătrate, 24 de vârfuri și 60 de laturi.
Este un poliedru chiral, adică are două forme distincte, care sunt imagini în oglindă (sau „enantiomorfe”) una a celeilalte. Reuniunea ambelor forme dă compusul de două cuburi snub, iar anvelopa convexă al ambelor seturi de vârfuri este un cuboctaedru trunchiat.
Are indicele de poliedru uniform U12, indicele Coxeter C24 și indicele Wenninger W17.
Johannes Kepler l-a denumit inițial în latină cubus simus în lucrarea sa Harmonices Mundi din 1619. H.S.M. Coxeter a remarcat că ar putea fi derivat în mod egal din octaedru, ca și cubul, numit „cuboctaedru snub”, cu simbolul Schläfli extins vertical {\displaystyle s\scriptstyle {\begin{Bmatrix}4\\3\end{Bmatrix}}}, și reprezentând o alternare a unui cuboctaedru trunchiat, care are simbolul Schläfli {\displaystyle t\scriptstyle {\begin{Bmatrix}4\\3\end{Bmatrix}}}.

## Dimensiuni
Pentru un cub snub cu lungimea laturii 1, aria și volumul acestuia sunt:
{\displaystyle {\begin{aligned}A&=6+8{\sqrt {3}}&&\approx 19,856\,406\,460\,6\\V&={\frac {8t+6}{3{\sqrt {2(t^{2}-3)}}}}&&\approx 7,889\,477\,399\,98\end{aligned}}}
unde t este constanta tribonacci
{\displaystyle t={\frac {1+{\sqrt[{3}]{19-3{\sqrt {33}}}}+{\sqrt[{3}]{19+3{\sqrt {33}}}}}{3}}\approx 1,839\,286\,755\,21.}
Dacă cubul snub inițial are lungimea laturii 1, dualul său, icositetraedrul pentagonal are lungimea laturii
{\displaystyle {\frac {1}{\sqrt {t+1}}}{\approx 0,593\,465}\quad } și {\displaystyle \quad {\frac {\sqrt {t+1}}{2}}\approx 0,842\,509.}.
Volumul unui cub snub cu lungimea laturii {\displaystyle a} poate fi calculat cu relația:
{\displaystyle V={\frac {3{\sqrt {t-1}}+4{\sqrt {t+1}}}{3{\sqrt {2-t}}}}~a^{3}\approx 7,889\,477\,399\,98a^{3}},
unde t este constanta tribonacci de mai sus.

## Coordonate carteziene
Coordonatele carteziene ale vârfurilor unui cub snub centrat în origine sunt permutările pare ale
(±1, ±1/t, ±t)
cu un număr par de semne plus, împreună cu toate permutările impare cu un număr impar de semne plus, unde t ≈ 1,83929 este constanta tribonacci. Permutările pare cu un număr impar de semne plus și permutările impare cu un număr par de semne plus, dau un cub snub diferit, imaginea în oglindă a precedentului. Ambele împreună formează compusul de două cuburi snub.
Cu aceste coordonate lungimea laturilor cubului snub este {\displaystyle \alpha ={\sqrt {2+4t-2t^{2}}}}, un număr care este o soluție a ecuației
{\displaystyle \alpha ^{6}-4\alpha ^{4}+16\alpha ^{2}-32=0,\,}
și care poate fi scrisă ca
{\displaystyle {\begin{aligned}\alpha &={\sqrt {{\frac {4}{3}}-{\frac {16}{3\beta }}+{\frac {2\beta }{3}}}}\approx 1,609\,72\\\beta &={\sqrt[{3}]{26+6{\sqrt {33}}}}\end{aligned}}}
Pentru a obține un cub snub cu lungimea laturii 1, se împart toate coordonatele de mai sus cu valoarea α de mai sus.

## Proiecții ortogonale

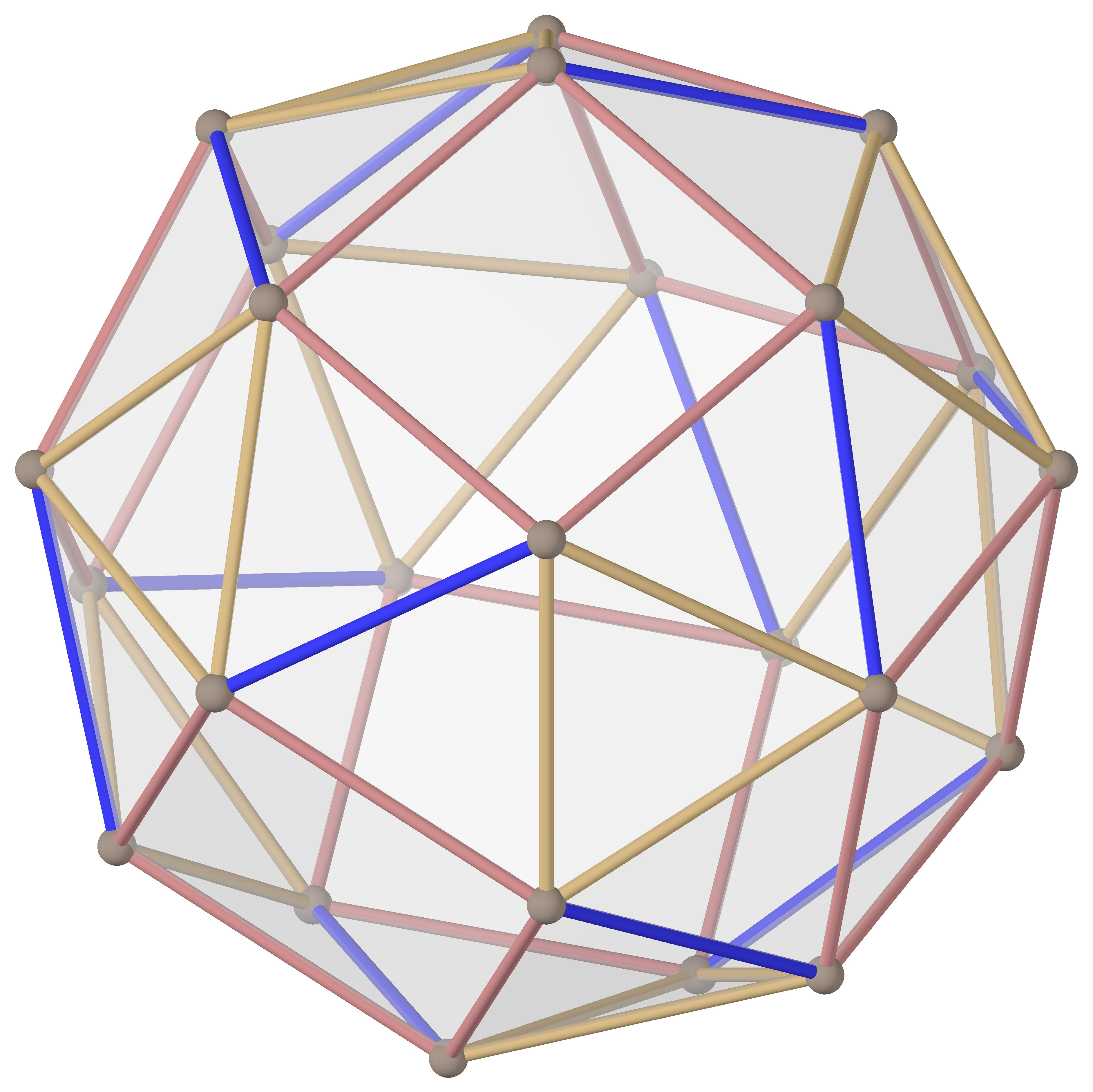
Cubul snub nu are simetrie față de centru, ca urmare vârful din față nu corespunde unui vârf opus din spate

Cubul snub are două proiecții ortogonale particulare, centrate pe două tipuri de fețe: triunghiuri și pătrate, care corespund cu planele Coxeter A2 și B2 și una centrată pe mijlocul laturilor.
| Centrată pe         | Fața triunghi | Fața pătrat | Latură |
| ------------------- | ------------- | ----------- | ------ |
| Corp                |               |             |        |
| Cadru de sârmă      |               |             |        |
| Simetrie proiectivă | [3]           | [4]+        | [2]    |
| Dual                |               |             |        |

|                      | centrată pe pătrat      |
| Proiecție ortogonală | Proiecție stereografică |

## Pavare sferică
Cubul snub poate fi reprezentat și ca o pavare sferică și proiectat pe plan printr-o proiecție stereografică. Această proiecție este conformă, păstrând unghiurile, dar nu ariile sau lungimile. Liniile drepte (geodezicele) de pe sferă sunt proiectate în plan ca arce de cerc.

## Relații geometrice
Cubul snub poate fi generat luând cele șase fețe ale cubului, deplasându-le spre exterior, apoi rotindu-le în jurul centrelor lor (toate în sensul acelor de ceasornic sau în sens invers) până când spațiile dintre pot fi umplute cu triunghiuri echilaterale.
Cubul snub poate fi derivat și din cuboctaedrul trunchiat prin procesul de alternare. 24 de vârfuri ale cuboctaedrului trunchiat formează un poliedru echivalent topologic cu cubul snub, celelalte 24 formează imaginea în oglindă. Poliedrul rezultat este tranzitiv pe vârfuri dar nu este uniform.
Un cub snub „îmbunătățit”, cu o față pătrată puțin mai mică și fețe triunghiulare puțin mai mari în comparație cu cubul snub uniform (poliedrul arhimedic), este util la reprezentările pe sferă.

## Poliedre înrudite
Cubul snub face parte dintr-o familie de poliedre uniforme înrudite cu cubul și octaedrul regulat.
| Poliedre octaedrice uniforme | Poliedre octaedrice uniforme | Poliedre octaedrice uniforme | Poliedre octaedrice uniforme | Poliedre octaedrice uniforme | Poliedre octaedrice uniforme | Poliedre octaedrice uniforme | Poliedre octaedrice uniforme | Poliedre octaedrice uniforme | Poliedre octaedrice uniforme | Poliedre octaedrice uniforme |
| Simetrie: [4,3], (*432)      | Simetrie: [4,3], (*432)      | Simetrie: [4,3], (*432)      | Simetrie: [4,3], (*432)      | Simetrie: [4,3], (*432)      | Simetrie: [4,3], (*432)      | Simetrie: [4,3], (*432)      | [4,3]+ (432)                 | [1+,4,3] = [3,3] (*332)      | [1+,4,3] = [3,3] (*332)      | [3+,4] (3*2)                 |
| ---------------------------- | ---------------------------- | ---------------------------- | ---------------------------- | ---------------------------- | ---------------------------- | ---------------------------- | ---------------------------- | ---------------------------- | ---------------------------- | ---------------------------- |
| {4,3}                        | t{4,3}                       | r{4,3} r{31,1}               | t{3,4} t{31,1}               | {3,4} {31,1}                 | rr{4,3} s2{3,4}              | tr{4,3}                      | sr{4,3}                      | h{4,3} {3,3}                 | h2{4,3} t{3,3}               | s{3,4} s{31,1}               |
|                              |                              |                              |                              |                              |                              |                              |                              |                              |                              |                              |
|                              |                              | · =                          | · =                          | · =                          |                              |                              |                              | = · sau                      | = · sau                      | = ·                          |
|                              |                              |                              |                              |                              |                              |                              |                              |                              |                              |                              |
| Dualele celor de mai sus     |                              |                              |                              |                              |                              |                              |                              |                              |                              |                              |
| V43                          | V3.82                        | V(3.4)2                      | V4.62                        | V34                          | V3.43                        | V4.6.8                       | V34.4                        | V33                          | V3.62                        | V35                          |
|                              |                              |                              |                              |                              |                              |                              |                              |                              |                              |                              |
|                              |                              |                              |                              |                              |                              |                              |                              |                              |                              |                              |
|                              |                              |                              |                              |                              |                              |                              |                              |                              |                              |                              |

### Variante de simetrii
Acest poliedru este înrudit topologic ca parte a secvenței de poliedre și pavări snub cu configurațiile vârfului (3.3.3.3.n.) și diagrama Coxeter–Dynkin . Aceste figuri și dualele lor au simetrie de rotație (n32) în notația orbifold, existând în planul euclidian pentru n = 6, iar în planul hiperbolic pentru orice n mai mare. Se poate considera că familia începe cu n = 2, care are fețele degenerate în digoane.
| Variante de pavări snub cu simetrie n32: 3.3.3.3.n | Variante de pavări snub cu simetrie n32: 3.3.3.3.n | Variante de pavări snub cu simetrie n32: 3.3.3.3.n | Variante de pavări snub cu simetrie n32: 3.3.3.3.n | Variante de pavări snub cu simetrie n32: 3.3.3.3.n | Variante de pavări snub cu simetrie n32: 3.3.3.3.n | Variante de pavări snub cu simetrie n32: 3.3.3.3.n | Variante de pavări snub cu simetrie n32: 3.3.3.3.n | Variante de pavări snub cu simetrie n32: 3.3.3.3.n |
| Simetrie n32                                       | Sferice                                            | Sferice                                            | Sferice                                            | Sferice                                            | Euclidiană                                         | Hiperbolice compacte                               | Hiperbolice compacte                               | Paracomp.                                          |
| Simetrie n32                                       | 232                                                | 332                                                | 432                                                | 532                                                | 632                                                | 732                                                | 832                                                | ∞32                                                |
| -------------------------------------------------- | -------------------------------------------------- | -------------------------------------------------- | -------------------------------------------------- | -------------------------------------------------- | -------------------------------------------------- | -------------------------------------------------- | -------------------------------------------------- | -------------------------------------------------- |
| Imagini snub                                       |                                                    |                                                    |                                                    |                                                    |                                                    |                                                    |                                                    |                                                    |
| Config.                                            | 3.3.3.3.2                                          | 3.3.3.3.3                                          | 3.3.3.3.4                                          | 3.3.3.3.5                                          | 3.3.3.3.6                                          | 3.3.3.3.7                                          | 3.3.3.3.8                                          | 3.3.3.3.∞                                          |
| Imagini giro                                       |                                                    |                                                    |                                                    |                                                    |                                                    |                                                    |                                                    |                                                    |
| Config.                                            | V3.3.3.3.2                                         | V3.3.3.3.3                                         | V3.3.3.3.4                                         | V3.3.3.3.5                                         | V3.3.3.3.6                                         | V3.3.3.3.7                                         | V3.3.3.3.8                                         | V3.3.3.3.∞                                         |

Cubul snub este al doilea din seria poliedrelor și pavărilor snub cu configurația vârfului 3.3.4.3.n.
| Variante de pavări snub cu simetrie 4n2: 3.3.4.3.n | Variante de pavări snub cu simetrie 4n2: 3.3.4.3.n | Variante de pavări snub cu simetrie 4n2: 3.3.4.3.n | Variante de pavări snub cu simetrie 4n2: 3.3.4.3.n | Variante de pavări snub cu simetrie 4n2: 3.3.4.3.n | Variante de pavări snub cu simetrie 4n2: 3.3.4.3.n | Variante de pavări snub cu simetrie 4n2: 3.3.4.3.n | Variante de pavări snub cu simetrie 4n2: 3.3.4.3.n | Variante de pavări snub cu simetrie 4n2: 3.3.4.3.n |
| Simetrie 4n2                                       | Sferică                                            | Sferică                                            | Euclidiană                                         | Hiperbolice compacte                               | Hiperbolice compacte                               | Hiperbolice compacte                               | Hiperbolice compacte                               | Paracomp.                                          |
| Simetrie 4n2                                       | 242                                                | 342                                                | 442                                                | 542                                                | 642                                                | 742                                                | 842                                                | ∞42                                                |
| -------------------------------------------------- | -------------------------------------------------- | -------------------------------------------------- | -------------------------------------------------- | -------------------------------------------------- | -------------------------------------------------- | -------------------------------------------------- | -------------------------------------------------- | -------------------------------------------------- |
| Figuri snub                                        |                                                    |                                                    |                                                    |                                                    |                                                    |                                                    |                                                    |                                                    |
| Config.                                            | 3.3.4.3.2                                          | 3.3.4.3.3                                          | 3.3.4.3.4                                          | 3.3.4.3.5                                          | 3.3.4.3.6                                          | 3.3.4.3.7                                          | 3.3.4.3.8                                          | 3.3.4.3.∞                                          |
| Figuri giro                                        |                                                    |                                                    |                                                    |                                                    |                                                    |                                                    |                                                    |                                                    |
| Config.                                            | V3.3.4.3.2                                         | V3.3.4.3.3                                         | V3.3.4.3.4                                         | V3.3.4.3.5                                         | V3.3.4.3.6                                         | V3.3.4.3.7                                         | V3.3.4.3.8                                         | V3.3.4.3.∞                                         |